# Niederer Großteich Bärnsdorf
Der Niedere Großteich Bärnsdorf oder Moritzburger Großteich ist einer der Moritzburger Teiche in Sachsen.
Der Stausee dient heute der Erholung, der Fischerei und dem Naturschutz. Er hat als Besonderheit einen kleinen Hafen mit einer Mole und einem Leuchtturm. Am Westufer des Sees, unweit des Hafens, befindet sich das Fasanenschlösschen.
Südlich am Großteich vorbei führt die Lößnitzgrundbahn, die Radebeul mit Radeburg verbindet. Sie hat einen Haltepunkt am Stausee.
Südwestlich schließt sich der etwas kleinere Obere Großteich an.

## Geschichte

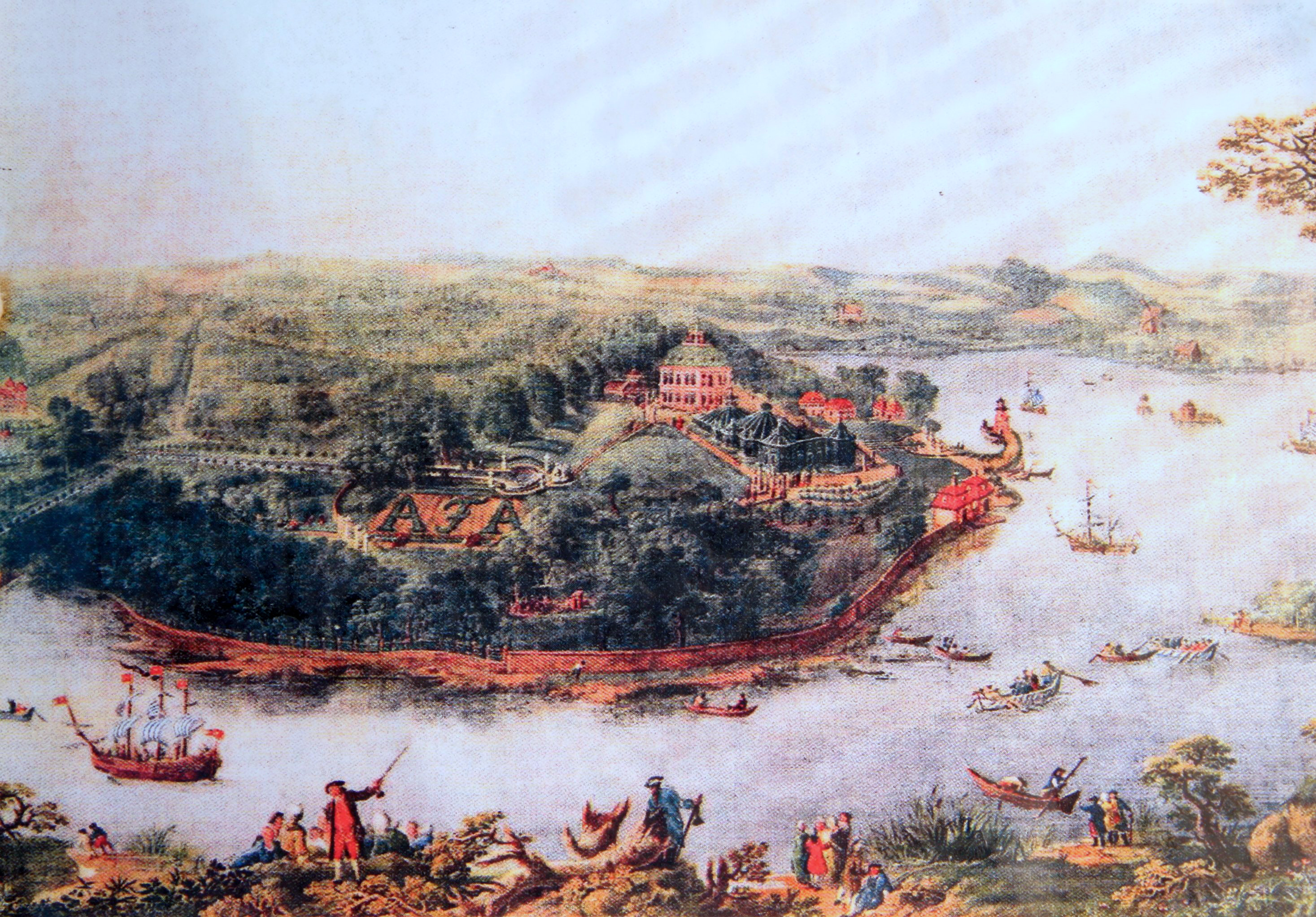
Großteich mit Fasanenschlösschen, Dardanellen und nachgebauten Kriegsschiffen, ca. 1790

Der Großteich wurde im 16. Jahrhundert im Rahmen eines großangelegten Teichbauprogramms in Sachsen angelegt. Etwa zeitgleich entstanden in der Umgebung beispielsweise der Dippelsdorfer Teich und die Lausaer Teiche.
Die Errichtung maritimer Bauwerke bei Moritzburg geschah in Würdigung eines historischen Ereignisses. Anfang Juli 1770 hatten russische Schiffe unter Führung von Alexei Grigorjewitsch Orlow die osmanische Flotte in der Seeschlacht von Çeşme in der östlichen Ägäis besiegt. Ein Jahr nach dem Ende des 5. Russisch-Türkischen Kriegs lernte der europaweit als Held gefeierte Orlow im Sommer 1775 bei einem Aufenthalt im Kurfürstentum Sachsen die Kurfürstin Amalie Auguste kennen. Kurfürst Friedrich August III. empfing ihn anschließend in Dresden und erfuhr bei dieser Gelegenheit aus erster Hand Einzelheiten der Seeschlacht, was ihn sehr beeindruckt hat. Sein Kämmerer Camillo Marcolini, der unter anderem den Fasanengarten nahe dem Jagdschloss Moritzburg gepachtet hatte und dort ein Wohnhaus für sich bauen ließ, veranlasste deshalb für den Kurfürsten den Nachbau eines Kriegsschiffes am Großteich bei Bärnsdorf. Im Sommer 1776 fand eine erste kurfürstliche Bootsfahrt mit der Fregatte statt. Das Hofjournal vom 10. September 1776 gibt darüber wie folgt Auskunft:

„Früh 6 Uhr nach angehörter Meße, erhoben sich beyderseits Churfürstliche Durchl. nebst denen beyden durchlauchtigsten Prinzen Anton und Maximilian, in Begleitung der Cammerfrl. v. Osten, Cämmerer Graf Marcolini, Geh. Rath Freyherr v. Thurn, Cammerherr und Reisestallmeister Swinarskj, und Cammerherr v. Nauendorff, nacher Moritzburg, allwo der geschehenen Invitation zu Folge, auch Ihre, des Prinzens Carls, und der Prinzeßin Maria Anna Durchl. eingetroffen waren, geruhten daselbst ein nach Art eines Transport Schiffes, mit 2 Masten und 1 Bögspriet erbautes Lust Schiffgen, welches auf einem derer dasigen Teiche vom Stapel gelaßen worden, und von welchem die höchsten Herrschaften bey hochstdero Ankunft mit Canonen-Schüßen bewillkommnet worden, zu besteigen, und die innere Einrichtung deßelben in hohen Augen schein zu nehmen…“

Dazu passend, trieb der Kurfürst seither den Nachbau einer ganzen Küstenlandschaft voran, um die Schlacht von Çeşme nachstellen zu können. Am Großteich ließ er unter anderem eine Hafenanlage mit repräsentativer, von Mauern gefasster Anlegestelle, steinernen Pollern und einer Mole errichten, auf der der Leuchtturm Moritzburg gebaut und Kanonen aufgestellt wurden. Im See entstanden mehrere künstliche Inseln; eine trug einen Teepavillon, eine andere eine kleine Festung.
Westlich des Teichs entstand ein hunderte Meter langer Kanal. An dessen Einmündung liegen die nach der gleichnamigen Meerenge zwischen Ägäis und Marmarameer benannten „Dardanellen“. Dabei handelt es sich um ein 400 Meter langes, mittlerweile verfallenes Ensemble künstlicher bastionsartiger Rundungen mit Schießscharten. Zu beiden Seiten der Kanaleinmündung standen Brückenpfeiler mit vorgelagerten Eckbastionen, auf denen Kanonen postiert waren, deren Schüsse die ankommenden Schiffe symbolisch an der Einfahrt in den Kanal hinderten. Die Bastionen sind symbolische Miniaturnachbauten der Befestigungsanlagen der originalen Dardanellenschlösser in der heutigen Türkei.
Fortan wurden am Großteich zur Belustigung des Hofes Seeschlachten nachgestellt, bei denen Einwohner aus Dörfern der Umgebung als Statisten dienten. Am 18. Mai 1790 erfolgte vor fertiggestellter Kulisse in einer kleinen Werft am Südufer des Sees der Stapellauf eines 30.000 Taler teuren zweiten Kriegsschiffs, das jedoch kaum noch zum Einsatz kam. Im Rahmen eines Fürstentreffens, bei dem die Pillnitzer Deklaration verabschiedet wurde, fand in Anwesenheit des preußischen Königs Friedrich Wilhelm II. am 28. August 1791 bereits die letzte höfische Segelpartie auf dem Großteich statt. Die Koalitionskriege zogen das Gebiet in Mitleidenschaft; die Schiffe wurden zerstört und die Anlagen verfielen. Übrig blieben nur mehrere Prunkgondeln. Mit der Ausrichtung größerer Feste im Freien hielt sich das nunmehrige sächsische Königshaus sehr zurück.
Seit 1910 teilt ein Damm das Gewässer in den Oberen und den Niederen Großteich.

## Gegenwart

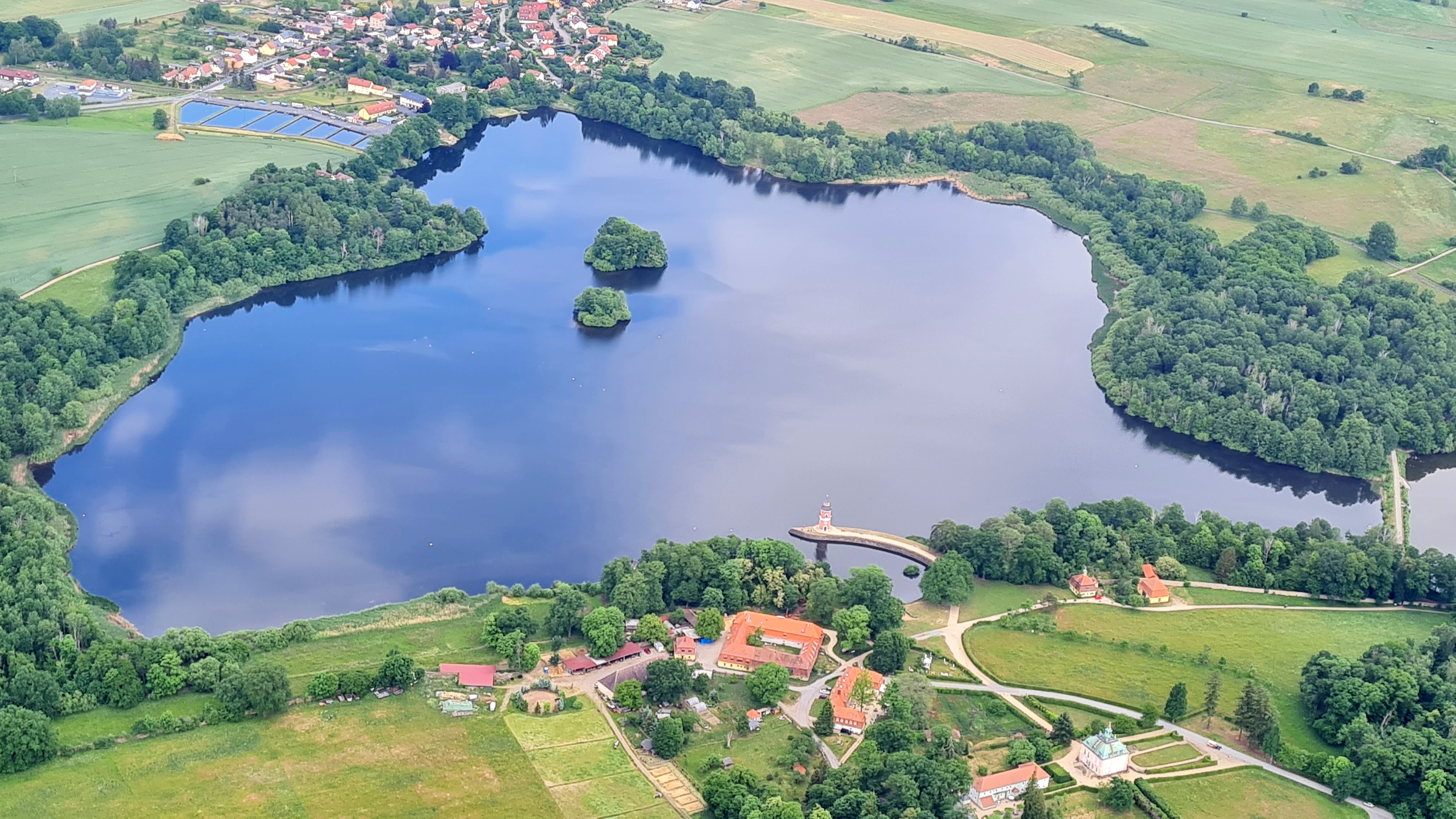
Niederer Großteich mit Marcolinihaus, Leuchtturm und Fasanenschlösschen

Nach der Dammteilung 1910 senkte man im Niederen Großteich den Wasserspiegel um etwa anderthalb Meter, um den Teich jährlich zur Karpfenernte ablassen zu können. Wegen der danach einsetzenden Verlandung der Uferzone wirkt die Anlegestelle am Hafen heute etwas deplatziert. Gondelfahrten vom Hafen mit seiner Mole, den Pollern und dem Leuchtturm waren seither nicht mehr möglich.
Die Wiederherstellung der Kulturlandschaft mit der Pegelhöhe des 18. Jahrhunderts diskutierte ein Expertengremium in den Jahren 1999/2000. Wegen der Folgen für Naturschutz und Fischereibetrieb verwarf man die Idee. Außerdem wären dann Schutzmaßnahmen für die am südlichen Großteichufer verlaufende Lößnitzgrundbahn nötig geworden.